# تشیهوشس
تشیهوشس (به چکی: Číhošť) یک منطقهٔ مسکونی در جمهوری چک است که در ناحیه هاولیتشکوف برود واقع شده‌است. تشیهوشس ۱۶٫۲۸ کیلومتر مربع مساحت و ۳۱۵ نفر جمعیت دارد و ۵۴۵ متر بالاتر از سطح دریا واقع شده‌است.